# Liste der Naturdenkmale in Dörrebach
Die Liste der Naturdenkmale in Dörrebach nennt die im Gemeindegebiet von Dörrebach ausgewiesenen Naturdenkmale (Stand 7. März 2024).

## Naturdenkmale
| Nr.         | Bezeichnung          | Lage                                             | Beschreibung               | Bild                                    |
| ----------- | -------------------- | ------------------------------------------------ | -------------------------- | --------------------------------------- |
| ND-7133-383 | Zweibeinbuche        | westlich des Ortes; Abteilung Am Hengenborn Lage | Fagus sylvatica            | Fotos hochladen                         |
| ND-7133-417 | Wiese in der Schwann | westlich des Ortes; Flur Auf der Schwann Lage    | flächenhaftes Naturdenkmal | Direkt Bild zu diesem Denkmal hochladen |

## Ehemalige Naturdenkmale
| Nr. | Bezeichnung | Lage                                    | Beschreibung                             | Bild                                    |
| --- | ----------- | --------------------------------------- | ---------------------------------------- | --------------------------------------- |
|     | Glückseiche | südwestlich des Ortes an der L 240 Lage | Quercus sp.; Rechtsverordnung aufgehoben | Direkt Bild zu diesem Denkmal hochladen |
|     | Alte Eiche  | südwestlich des Ortes Lage              | Quercus sp.; Rechtsverordnung aufgehoben | Direkt Bild zu diesem Denkmal hochladen |